# ウィメンズ・スーパーリーグ
ウィメンズ・スーパーリーグ（英語: Women's Super League、略称：WSL）は、イングランドにおける女子サッカーの最上位リーグ。2011年4月よりスーパーリーグと女子選手権の2リーグはフットボール・アソシエーション（FA）により運営されていたが、2024年8月からウィメンズ・プロフェッショナル・リーグ・リミテッドが運営を引き継いでいる。

## 概要
かつての最上位リーグであったFA女子プレミアリーグから移行した8クラブを擁して2011年に最初のシーズンが開催され、2014年に新たに10クラブを加えWSL1とWSL2の2部制を敷いている。運営が続くプレミアリーグ（3部相当）との入れ替えはなく、WSLは4月から10月に、プレミアリーグは冬季にそれぞれ開催されている。WSL王者および2位となったクラブはUEFA女子チャンピオンズリーグへの出場資格を得る。
2016年シーズンからはWSL1に1クラブ増えて9クラブ、WSL2が10クラブで合わせて全19クラブで開催されることになった。
2017年は新たな開催日程に移行するためにスプリングシリーズが2月から5月に全8節で行われ、本来のシーズンは2017-18年に9月から5月の開催で行われることになった。2017-18シーズンからはWSL1に1クラブ加わり10クラブ、WSL2が10クラブの計20クラブで行われることになった。

2018-19シーズンからはWSL1の呼称を「FA女子スーパーリーグ (英語: The FA Women's Super League)」、WSL2を「FA女子選手権 (英語: The FA Women's Championship)」とし、それぞれ1クラブずつ増えて各11クラブ（計22クラブ）で行われることになった。
フットボール・アソシエーション（FA）は2022-23シーズンに先立ち、新しいビジュアル・アイデンティティを発表し、将来的にリーグが新しい所有者になるための長期戦略の一環として、スーパーリーグと選手権の2つのリーグ名から「The FA」を削除した。
2024年8月15日、新しく設立された独立系企業であるウィメンズ・プロフェッショナル・リーグ・リミテッド（英語: Women's Professional Leagues Limited、略称：WPLL)がスーパーリーグと選手権の2リーグの買収を発表し、FAから所有権が引き継がれた。

## リーグの構成
| シーズン※   | チーム |
| ----------- | ------ |
| 2011–2015   | 8      |
| 2016–2017   | 9      |
| 2017–18     | 10     |
| 2018–19     | 11     |
| 2020-21以降 | 12     |

WSLの加盟クラブは12である。機構改革前はプロフェッショナル・リーグと規定され、それぞれのクラブは上位4名の選手に年俸2万ポンド超を払えるかどうかを加盟条件としていた。しかしながらWSLをセミプロに移項させると2010年11月に発表があり、各クラブの専属選手は「数名」と規定が変わった。当時はアメリカ女子プロサッカー（WPS）と対比し、イングランドの女子サッカー選手の年俸は10分の1とも評された（その後、WPSは発展的に解消）。
2011 FIFA女子ワールドカップの開催を控え、同シーズンは2011年5月12日からオフに入る。7月初旬に再開し、同8月に日程を終えた。
リーグの制度変更が定着する2011年からFA WSLコンチネンタル・カップが始まり、クラブはノックアウト方式のトーナメント戦に臨んだ。2014シーズン（英語）に機構改革を受け、イングランドのクラブは3地域に分類され、6クラブが選ばれる。３地域それぞれの優勝チームと得失点差で次点のクラブは、ノックアウト方式の準決勝戦へ進んだ。続く2015シーズンから、WSLコンチネンタル・カップの開催カレンダーはリーグシーズンと並行して開かれている。
FA 評議会は審理の結果、2017–18シーズンからリーグ再編ならびにライセンス要件の改定を実施すると2017年9月に公表、プロフェッショナル・チーム対象の1部は参加枠を8から14クラブへ、セミプロ対象の2部として同じく12クラブを出場させるとした。2年目の2018–19シーズンには、参加条件をプロフェッショナル・クラブにしぼり込んだ。

## 所属クラブ
2025-26シーズンは以下の12チームが出場する。
| チーム                         | ホームタウン                 | 本拠地                             | 収容人数 | 2024–25シーズン |
| ------------------------------ | ---------------------------- | ---------------------------------- | -------- | --------------- |
| アーセナル                     | ホロウェイ                   | エミレーツ・スタジアム             | 60,704   | 2位             |
| アストン・ヴィラ               | アストン                     | ヴィラ・パーク                     | 42,640   | 6位             |
| ブライトン＆ホーヴ・アルビオン | クローリー                   | ブロードフィールド・スタジアム     | 6,134    | 5位             |
| チェルシー                     | キングストン・アポン・テムズ | キングスメドウ                     | 4,850    | 1位             |
| エヴァートン                   | リバプール                   | ウォルトン・ホール・パーク         | 39,414   | 8位             |
| レスター・シティ               | レスター                     | キング・パワー・スタジアム         | 32,212   | 10位            |
| リヴァプール                   | セント・ヘレンズ             | トータリー・ウィキッド・スタジアム | 18,000   | 7位             |
| ロンドン・シティ・ライオネス   | ブロムリー                   | ヘイズ・レーン                     | 5,150    | 女子選手権1位   |
| マンチェスター・シティ         | マンチェスター               | ジョア・スタジアム                 | 7,000    | 4位             |
| マンチェスター・ユナイテッド   | リー                         | リー・スポーツ・ビレッジ           | 12,000   | 3位             |
| トッテナム・ホットスパー       | レイトン                     | ブリスベン・ロード                 | 9,271    | 11位            |
| ウェストハム・ユナイテッド     | ダゲナム                     | ヴィクトリア・ロード               | 6,078    | 9位             |

## 歴代優勝クラブ

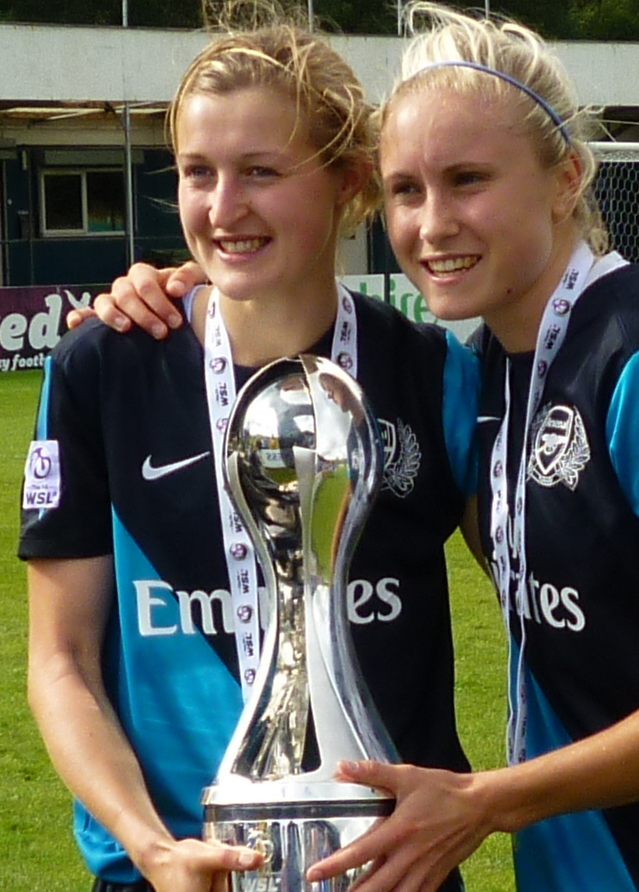
WSL優勝トロフィー（左、エレン・ホワイト/右、ステフ・ホートン）

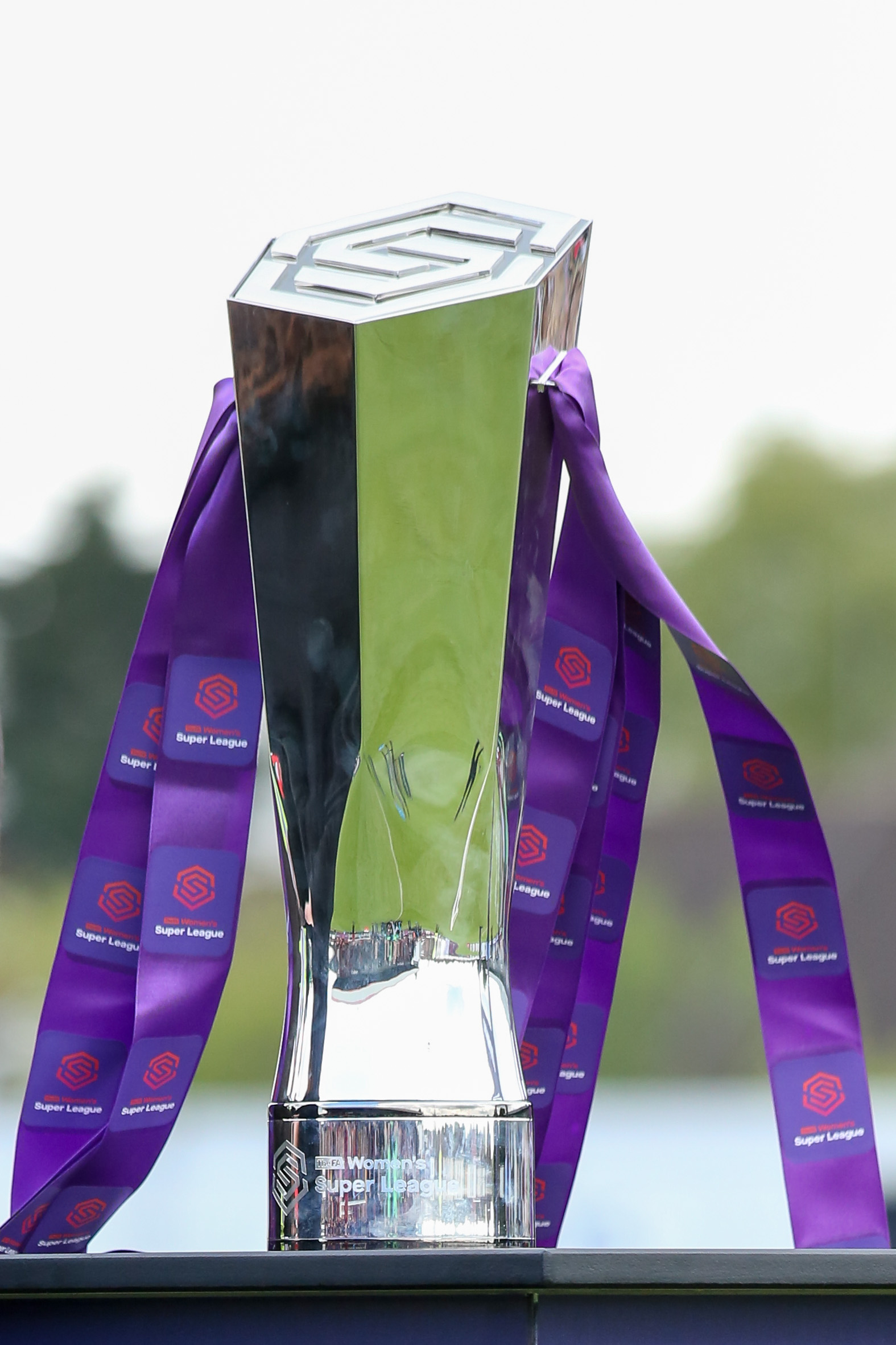
トロフィー。機構改革を経て2018–19シーズンから採用。

### シーズン
FA女子カップでダブルを達成したクラブは太字で示した。FA女子カップとFA女子リーグカップのトレブルを達成したクラブは太字と斜体で表す。 
| シーズン                  | 優勝                   | 2位                          | 3位                          | チーム数 | 試合数 |
| ------------------------- | ---------------------- | ---------------------------- | ---------------------------- | -------- | ------ |
| 2011                      | アーセナル             | バーミンガム・シティ         | エヴァートン                 | 8        | 14     |
| 2012                      | アーセナル             | バーミンガム・シティ         | エヴァートン                 | 8        | 14     |
| 2013                      | リヴァプール           | ブリストル・アカデミー       | アーセナル                   | 8        | 14     |
| 2014                      | リヴァプール           | チェルシー                   | バーミンガム・シティ         | 8        | 14     |
| 2015                      | チェルシー             | マンチェスター・シティ       | アーセナル                   | 8        | 14     |
| 2016                      | マンチェスター・シティ | チェルシー                   | アーセナル                   | 9        | 16     |
| 2017 (スプリングシリーズ) | チェルシー             | マンチェスター・シティ       | アーセナル                   | 9        | 8      |
| 2017-18                   | チェルシー             | マンチェスター・シティ       | アーセナル                   | 10       | 18     |
| 2018-19                   | アーセナル             | マンチェスター・シティ       | チェルシー                   | 11       | 20     |
| 2019-20                   | チェルシー             | マンチェスター・シティ       | アーセナル                   | 12       |        |
| 2020-21                   | チェルシー             | マンチェスター・シティ       | アーセナル                   | 12       | 22     |
| 2021-22                   | チェルシー             | アーセナル                   | マンチェスター・シティ       | 12       | 22     |
| 2022-23                   | チェルシー             | マンチェスター・ユナイテッド | アーセナル                   | 12       | 22     |
| 2023-24                   | チェルシー             | マンチェスター・シティ       | アーセナル                   | 12       | 22     |
| 2024-25                   | チェルシー             | アーセナル                   | マンチェスター・ユナイテッド | 12       | 22     |

1. ↑  シーズンを通してプレーされていないため、正式なタイトルとして認められていない[18]。

### クラブ別優勝回数
| クラブ名                     | 優勝（回） | 準優勝（回） | 優勝シーズン                                                              | 準優勝シーズン                                          |
| ---------------------------- | ---------- | ------------ | ------------------------------------------------------------------------- | ------------------------------------------------------- |
| チェルシー                   | 8          | 2            | 2015、2017、2017-18、2019-20、2020-21、2021-22、2022-23、2023-24、2024−25 | 2014、2016                                              |
| アーセナル                   | 3          | 1            | 2011、2012、2018-19                                                       | 2021-22、2024−25                                        |
| リヴァプール                 | 2          | 0            | 2013, 2014                                                                |                                                         |
| マンチェスター・シティ       | 1          | 6            | 2016                                                                      | 2015、2017、2017-18、2018-19、2019-20、2020-21、2023-24 |
| バーミンガム・シティ         | 0          | 2            |                                                                           | 2011、2012                                              |
| ブリストル・アカデミー       | 0          | 1            |                                                                           | 2013                                                    |
| マンチェスター・ユナイテッド | 0          | 1            |                                                                           | 2022-23                                                 |

1. 1 2  シーズンを通してプレーされていないため、正式なタイトルとして認められていない[18]。

## 歴代得点王
| 年度                      | 選手名                   | 国籍           | 所属チーム             | 得点数 | 試合数 | Ratio |
| ------------------------- | ------------------------ | -------------- | ---------------------- | ------ | ------ | ----- |
| 2011                      | レイチェル・ウィリアムズ | イングランド   | バーミンガム・シティ   | 14     | 14     | 1     |
| 2012                      | キム・リトル             | スコットランド | アーセナル             | 11     | 14     | 0.79  |
| 2013                      | ナターシャ・ダウイー     | イングランド   | リヴァプール           | 19     | 21     | 0.9   |
| 2014                      | カレン・カーニー         | イングランド   | バーミンガム・シティ   | 8      | 16     | 0.5   |
| 2015                      | ベス・ミード             | イングランド   | サンダーランド         | 12     | 18     | 0.67  |
| 2016                      | エニオラ・アルコ         | イングランド   | チェルシー             | 9      | 16     | 0.56  |
| 2017 (スプリングシリーズ) | フラン・カービー         | イングランド   | チェルシー             | 6      | 5      | 1.2   |
| 2017-18                   | エレン・ホワイト         | イングランド   | バーミンガム・シティ   | 15     | 14     | 1.07  |
| 2018-19                   | フィフィアネ・ミデマー   | オランダ       | アーセナル             | 22     | 20     | 1.1   |
| 2019-20                   | フィフィアネ・ミデマー   | オランダ       | アーセナル             | 16     | 14     | 1.14  |
| 2020-21                   | サム・カー               | オーストラリア | チェルシー             | 21     | 22     | 0.95  |
| 2021-22                   | サム・カー               | オーストラリア | チェルシー             | 20     | 20     | 1     |
| 2022-23                   | レイチェル・デイリー     | イングランド   | アストン・ヴィラ       | 22     | 22     | 1     |
| 2023-24                   | カディジャ・ショー       | ジャマイカ     | マンチェスター・シティ | 21     | 18     | 1.17  |
| 2024-25                   | カディジャ・ショー       | ジャマイカ     | マンチェスター・シティ | 12     | 14     | 0.85  |
| 2024-25                   | アレッシア・ルッソ       | イングランド   | アーセナル             | 12     | 21     | 0.57  |

## 各種の記録
2024年5月18日現在。WSL在籍選手はすべて太字で表示されています。
凡例：
※ シーズンのリンク先は英語版。

### 最多出場選手
| 順位 | 選手                   | 出場数 | ポジション | 初出場 | 最終出場 | 注記   |
| ---- | ---------------------- | ------ | ---------- | ------ | -------- | ------ |
| 1    | ソフィー・イングル     | 192    | MF         | 2011※  | 2023-24  | [ 19 ] |
| 2    | ジョーダン・ノッブス   | 190    | MF         | 2011※  | 2023-24  | [ 20 ] |
| 3    | メアリー・アープ       | 189    | GK         | 2011※  | 2023-24  | [ 21 ] |
| 4    | ケリス・ハロップ       | 183    | DF         | 2011※  | 2022-23  | [ 22 ] |
| 4    | ローラ・クームズ       | 183    | MF         | 2011※  | 2023-24  | [ 23 ] |
| 6    | ケイト・ロングハースト | 182    | MF         | 2011※  | 2022-23  | [ 24 ] |
| 7    | ミリー・ブライト       | 181    | DF         | 2011※  | 2023-24  | [ 25 ] |
| 8    | ジェマ・ボナー         | 178    | DF         | 2011※  | 2023-24  | [ 26 ] |
| 9    | ギリー・フラハティ     | 177    | DF         | 2011※  | 2022-23  | [ 27 ] |
| 9    | ステフ・ホートン       | 177    | DF         | 2011※  | 2023-24  | [ 28 ] |

### 最多得点選手
| 順位 | 選手                     | ゴール数 | 試合数 | Ratio | ポジション | 初ゴール | 最終得点 | 注記   |
| ---- | ------------------------ | -------- | ------ | ----- | ---------- | -------- | -------- | ------ |
| 1    | フィフィアネ・ミデマー   | 80       | 106    | 0.75  | FW         | 2017–18※ | 2023-24  | [ 29 ] |
| 2    | ベサニー・イングランド   | 74       | 162    | 0.46  | FW         | 2012※    | 2023-24  | [ 30 ] |
| 3    | フラン・カービー         | 63       | 114    | 0.55  | FW         | 2015※    | 2023-24  | [ 31 ] |
| 3    | ベス・ミード             | 63       | 155    | 0.41  | FW         | 2015※    | 2023-24  | [ 32 ] |
| 5    | ニキータ・パリス         | 62       | 169    | 0.37  | FW         | 2013※    | 2023-24  | [ 33 ] |
| 6    | エレン・ホワイト         | 61       | 143    | 0.43  | FW         | 2011※    | 2021-22  | [ 34 ] |
| 7    | サム・カー               | 58       | 75     | 0.77  | FW         | 2019–20※ | 2023-24  | [ 35 ] |
| 7    | ジョーダン・ノッブス     | 58       | 190    | 0.31  | MF         | 2015※    | 2023-24  | [ 36 ] |
| 9    | キム・リトル             | 55       | 124    | 0.44  | MF         | 2011※    | 2023-24  | [ 37 ] |
| 10   | カディジャ・ショー       | 50       | 57     | 0.88  | FW         | 2021-22  | 2023-24  | [ 38 ] |
| 10   | レイチェル・ウィリアムズ | 45       | 152    | 0.3   | FW         | 2011※    | 2023-24  | [ 39 ] |

### 観客動員数
それぞれ1試合当たりの記録を示す（2024年5月18日時点）。
- 最多観客動員数：6万160人。アーセナル 3-1 マンチェスター・ユナイテッド (2024年2月17日、エミレーツ・スタジアム)[40][41]
- 最少観客動員数：105人。リヴァプール 1-4 ブリストル・アカデミー (2012年4月8日、ウェストランカシャー大学#スタジアム（英語版）)[42]

## 殿堂入り
WSLは2021年9月、バークレイズFA WSLの初代殿堂入り選手を発表し、イングランドの女子サッカーならびにWSLに顕著な貢献をした人々を顕彰した。
| 年   | 氏名                   | 生年月日       | ポジション | 顕彰の理由 | 出典   |
| ---- | ---------------------- | -------------- | ---------- | --- | ------ |
| 2021 | ファラ・ウィリアムズ   | 1984年1月25日  | OMF        | エヴァートン、リヴァプール、アーセナル、レディングに在籍 - プレミアリーグカップ1回、ウィメンズカップ1回、リーグ優勝2回。FA最優秀選手賞を2008-2009シーズンに受賞。               | [ 44 ] |
| 2021 | レイチェル・ヤンキー   | 1979年11月1日  | FW         | アーセナル在籍 (2012年-2016年) - リーグ優勝2回、リーグカップ3回 | [ 44 ] |
| 2021 | ケリー・スミス         | 1978年10月29日 | OMF        | アーセナル在籍 (2005年-2017年) - FAカップ5回、コミュニティ・シールド2回、選手権リーグ優勝1回。WSLハットトリック得点選手の最年長記録(2021年10月現在)。                           | [ 45 ] |
| 2021 | エマ・ヘイズ           | 1976年10月18日 | 監督       | チェルシー監督（2012年就任-）、リーグ優勝4回、FAカップ2回、リーグカップ2回、コミュニティ・シールド1回、WSL春シリーズ優勝1回。FA WSL年間監督賞を2019-20、2020-21シーズンに受賞。 | [ 45 ] |
| 2022 | カレン・カーニー       | 1987年8月1日   | MF         | バーミンガム・シティ、アーセナル、チェルシーに在籍 - ゴールデンブーツ1回、イングランド代表144キャップ                                                                           | [ 46 ] |
| 2022 | ケイティ・チャップマン | 1982年6月15日  | MF         | アーセナル、チェルシーに在籍 - リーグ優勝4回、FAカップ4回、リーグカップ3回 | [ 46 ] |
| 2022 | エニオラ・アルコ       | 1987年2月21日  | FW         | バーミンガム・シティ、チェルシーに在籍 - リーグ優勝3回、ゴールデンブーツ1回 | [ 46 ] |
| 2023 | ジル・スコット         | 1987年2月2日   | MF         | エバートン、マンチェスター・シティに在籍 - リーグ優勝1回、FAカップ3回、リーグカップ3回、欧州女子選手権2022優勝                                                                  | [ 47 ] |
| 2023 | エレン・ホワイト       | 1989年5月9日   | FW         | リーズ・ユナイテッド、アーセナル、マンチェスター・シティに在籍 - リーグ優勝2回、FAカップ2回、リーグカップ3回 - 国内3冠獲得（2011）、欧州女子選手権2022優勝                      | [ 47 ] |
| 2023 | アニタ・アサンテ       | 1985年4月27日  | DF / DMF   | アーセナル、チェルシー、アストン・ヴィラに在籍 - UEFA女子カップ1回、リーグ優勝5回、FAカップ4回 、リーグカップ3回- 国内4冠獲得（2006-07）                                        | [ 47 ] |
| 2024 | ステフ・ホートン       | 1988年4月23日  | DF         | サンダーランド、リーズ・カーネギー、アーセナル、マンチェスター・シティに在籍 | [ 48 ] |
| 2024 | アレックス・スコット   |                |            | | [ 48 ] |
| 2024 | ジリー・フラハティ     | 1991年8月21日  | DF         | アーセナル・チェルシー・ウェストハム・リバプールに在籍 - UEFA女子カップ1回、リーグ優勝8回、FAカップ7回 、リーグカップ1回- 国内4冠獲得（2006-07）                                |        |
| 2024 | レベッカ・ウェルチ     | 1983年12月1日  | 審判員     | UEFA女子ユーロ・FIFA女子ワールドカップ・UEFA女子チャンピオンズリーグの主審を担当 - プレミアリーグ・EFL・男子FAカップの主審を務めた初の女性審判としても知られる                  |        |

## スポンサー
WSLはイギリスの国際金融グループバークレイズと2019年3月時点で多額のスポンサー契約を結ぶと、2019–20シーズンから3年の約束で後援を受けている。総額1千万イギリスポンドとも言われ、リーグ優勝チームの賞金は初めて総額50万ポンドの大台に載った。FA側はこのスポンサー契約に関して、「特定のブランドによるイギリスの女子スポーツに寄せられた最大の投資」と評価した。
これまで、2012年から2019年の時期はコンチネンタル・タイヤが筆頭スポンサーを務め、FAが経済的効果を図った事業として、2014年から2018年の期間にWSLとともにサッカーイングランド女子代表チーム、FAウィメンズカップならびにFA WSLコンチネンタル・カップの運営経費に当てている。2011シーズンコンチネンタルとスポンサー権を持ち合ったのは、ヨークシャー建築協会（英語）である。
世界の放送・配信界からWSLに引き合いがかかり、「フットボールマネージャー」という監督ロールプレイングゲーム、あるいは女子サッカーリーグをテーマとしたコンテンツが開発されており、公開時期はまだ決まっていない（2021年10月現在）。

## 放送と配信
イギリス並びにアイルランドでは試合のテレビ放映権ならびにウェブ配信権は2020年12月年現在、FAプレイヤー、Sky SportsおよびBBC (イギリス国内限定) にライセンスされている。国外では特定の試合に関して12ヵ国以上で放送されており (以下ABC順)、アメリカのほかオーストラリア、カナダ、デンマーク、ドミニカ、フィンランド、ドイツ、イタリア、メキシコ、ニュージーランド、ノルウェー、スウェーデンが含まれる。

### 外国の放送
放送権のない国では、WSLの全試合がYouTubeで試聴できる。
| 国と地域                     | 放送事業者                           |
| ---------------------------- | ------------------------------------ |
| 全世界（一部国と地域を除く） | WSL公式YouTubeチャンネル             |
| オーストラリア               | オプタス・スポーツ                   |
| ブラジル                     | ESPN（ブラジル）                     |
| カナダ                       | スポーツネット                       |
| ドイツ                       | Sky Sport (ドイツ)                   |
| ニュージーランド             | スパーク・スポーツ                   |
| アメリカ合衆国               | CBSスポーツ・ネットワーク Paramount+ |
| 日本                         | U-NEXT                               |